# NGC 3971
NGC 3971 (ook wel NGC 3984) is een lensvormig sterrenstelsel in het sterrenbeeld Grote Beer. Het hemelobject werd op 3 februari 1788 ontdekt door de Duits-Britse astronoom William Herschel.

## Synoniemen
- NGC 3984
- UGC 6899
- MCG 5-28-47
- ZWG 157.54
- PGC 37443